# 新潟小2女児殺害事件
新潟小2女児殺害事件（にいがたしょうにじょじさつがいじけん）とは、2018年（平成30年）5月7日に新潟県新潟市西区にて小学2年生の女児が殺害され、線路に遺棄された事件である。

## 概要
会社員の男K（当時23歳）は仕事帰りに乗っていた軽自動車で、新潟市立小針小学校2年生の女児Aに意図的に衝突させ、転倒した女児Aを軽自動車の後部座席に乗せた。
Kは電気工事士として働いており、周囲の人らからによると「優しくて明るい子」という評判で、学生時代からアニメ好きの友人らと交流する「オタク」として知られていた。反面、ネットで知り合った未成年者と性交に及ぶなど小児性愛の気質もあった。
Aは「頭が痛い、お母さんに連絡したい」と泣いたが、Kは首を絞めて気絶させた。その後、海岸沿いの広場にAを連れて行ったKは、Aに対して下半身を触れるなどわいせつな行為を行ったが、Aが意識を取り戻したため5分に渡り首を絞め、Aを殺害した。

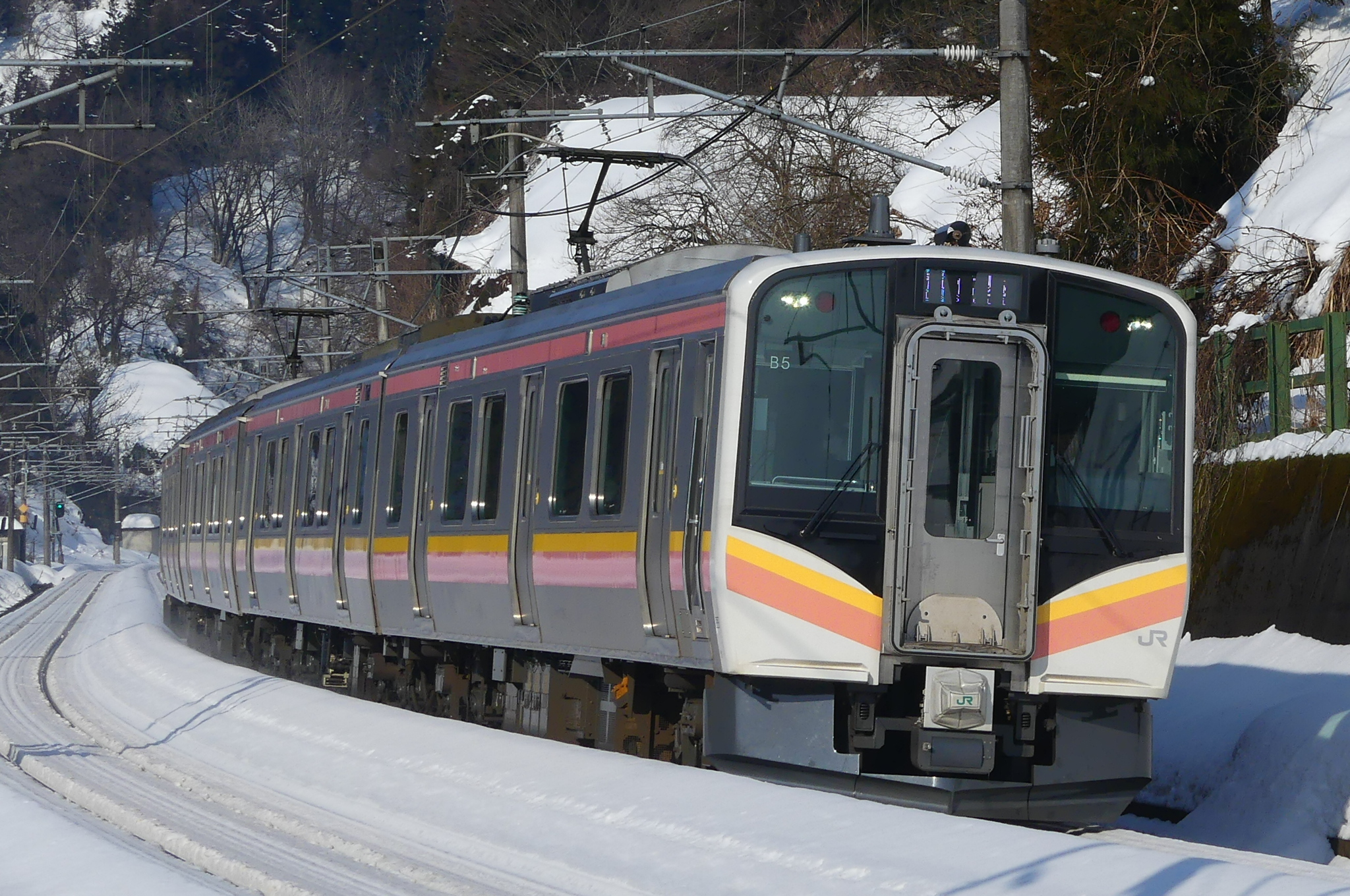
越後線普通列車と同型車両（E129系）

Aの死体を自宅に持ち帰ったKは、Aの死体への性的暴行を行った後、東日本旅客鉄道越後線小針〜青山駅間の線路内にAの遺体を遺棄。22時30分頃に走行した普通電車にその遺体を轢過させ、頸部を切断させた。遺体発見現場は、小針駅から北東方向に約500メートルほどの地点にある住宅街を通る線路上で乗客約170人に怪我はなかったが、この事故で上下線計7本が運休・遅延し、約1400人に影響が出た。
同年5月14日、KはAへの殺害容疑で逮捕。その後、Kは殺人罪だけでなく、Aへのわいせつ略取、強制わいせつ致死、死体損壊、死体遺棄、電汽車往来危険の罪。別の女児のポルノ画像を所有していた児童ポルノ禁止法違反で起訴された。Kは女児殺害事件を起こす1カ月前、未成年の女子を連れ回し、書類送検されていた。

## 公判

### 第一審・新潟地方裁判所
2019年11月8日、新潟地方裁判所にて裁判員裁判による初公判が行われた。KはAにわいせつ行為をしようとしたことは認めたものの、「黙らせるため気絶させようと首を絞めた」など犯行の計画性を否認。また、証人として被害者Aの遺族が立った際、事件から裁判までKからの謝罪が一切なかったことが明らかになり、「死刑でも家族の気持ちは収まらない」と述べていた。
11月22日、検察側は「自分の性的欲望を優先し、被害者を物としてしか見ていない」「まれにみる悪逆非道な犯行で、生命軽視の度合いは甚だしく大きい」として死刑を求刑。一方、弁護側は殺意とわいせつ行為を否定し、傷害致死罪を主張して結審した。
12月4日、Kの犯行が極めて悪質であることを認めながら、遺体を線路に遺棄した行為が殺害行為にはあたらないなど、死刑には慎重さと公平性が重視されるとして、無期懲役の判決になった
この裁判では、判決後に裁判長がKに「被害者には一日に何度でも謝罪し、土下座してほしい」と発言するなど感情を露わにする場面があった。また、裁判員らも「個人的には遺族と同じ気持ち」「基準を見直していかなければならないのでは」と、無期懲役判決の妥当性には異論がある発言を判決後に行った。
その後、被告、検察の双方が判決を不服として東京高等裁判所に控訴した。

### 控訴審・東京高等裁判所
2020年9月24日に東京高等裁判所で控訴審の初公判が第二刑事部（大善文男裁判長）の元で開かれた。検察側は無期懲役とした1審・新潟地裁判決（2019年12月）は著しく不当とし、改めて死刑を求めた。弁護側は有期懲役が妥当とした。控訴審で検察側は、被告Kは女児を連れ去ったことの発覚を防ぐため、少なくとも5分以上、首を絞め続けたとし、強固な殺意が明確に認められると主張した。弁護側は、首を絞めたのは気絶させて静かにさせるためで殺意はなかったと反論。無期懲役は重すぎると訴えた。
2021年3月1日では、司法解剖を行なった医師が検察側の証人として出廷した。1審は、首を絞めた時間について認定しなかった事に対して、医師は「1審判決には法医学的に誤りがある」として、「少なくとも3分以上、あるいは4分以上首を絞めた」と強調した。
2021年9月30日には、Kの被告人質問が行われた。Kは、警察･検察双方の取り調べの時点ではわいせつ行為を認めていたが公判で否認に転じた理由について、｢警察官から『動かない証拠がある』と言われ続け、行為があったと信じ込んでしまった」と説明。「起訴後に弁護人から指摘され、やはり私の記憶とは異なると思った」と述べた。また、法廷には被害者参加制度を利用して公判に出廷した女児の父親に｢一生かけて謝罪し、償い続けます」と土下座した。

#### 結審
2021年12月16日に開かれた弁論で検察側は、Kには犯行時強固な殺意があったと主張し、一審同様に死刑を求刑した。これに対し、弁護側は、有期刑が相当と主張した。被害者参加制度を利用して意見陳述を行った被害者女児の両親は、改めてKを厳罰に処すよう求めた。

#### 判決・控訴棄却
2022年3月17日に開かれた判決公判で、東京高裁（大善文男裁判長）は、一審の無期懲役の判決を支持して検察側と弁護側双方の控訴を棄却した。

#### 被告は上告、検察は上告断念
弁護側は有期刑が相当として、2022年3月22日に上告した。一方で、2022年3月31日、東京高等検察庁は「判決内容を十分に検討したが、適法な上告理由が見いだせなかった」として上告を断念することを明かした。刑事訴訟法の規定により、死刑が言い渡される可能性が消滅した。2023年12月20日、最高裁第1小法廷は被告側の上告を棄却。無期懲役が確定した。